# Козацький парк
Коза́цький парк — парк-пам'ятка садово-паркового мистецтва місцевого значення. Об'єкт розташований на території Черкас Черкаської області, мікрорайон «Митниця», між будинком № 7 по вулиці Козацькій та будинком № 12/2 по вулиці Припортовий. 
Площа — 0,3 га, статус отриманий у 2010 році.